# Melanocoryphus albomaculatus
Melanocoryphus albomaculatus – gatunek pluskwiaka różnoskrzydłego z rodziny zwińcowatych i podrodziny Lygaeinae.

## Taksonomia
Gatunek ten został opisany w 1778 roku przez Johanna A.E. Goezego jako Cimex albomaculatus.

## Występowanie
W Europie wykazany został z Albanii, Austrii, Belgii, Bośni i Hercegowiny, Bułgarii, Chorwacji, Czech, europejskiej Turcji, Francji, Grecji, Hiszpanii, Holandii, byłej Jugosławii, Liechtensteinu, Macedonii Północnej, Niemiec, Portugalii, Rumunii, Rosji, Słowacji, Słowenii, Szwajcarii, Ukrainy, Węgier i Włoch. Niepewne dane pochodzą z Polski.